# Temnora funebris
Temnora funebris är en fjärilsart som beskrevs av Holland 1893. Temnora funebris ingår i släktet Temnora och familjen svärmare. Inga underarter finns listade i Catalogue of Life.